# 百变之星
《星夢美少女》，是一部日本動畫作品，2003年4月3日至9月25日週四晚17:25-17:55在東京電視台播出，之後第二季改為週六早09:30-10:00時段，標題也變成《星夢美少女 嶄新之翼》，到2004年3月27日結束，一共51話。 OVA共3話，分別為2004年《嶄新之翼 EXTRA STAGE》、2005年《鳳凰傳說 ~蕾拉·漢米頓物語~》、2006年《妙啊! 妙!》。
2014年6月3日發售10週年紀念藍光DVD，收錄動畫51話及OVA3部，豪華限定版特典多收錄原聲帶CD1~4。

## 概要
- 由佐藤順一一手主導的原創作品。在播出之初收視低迷，還因爆發伊拉克戰爭、第2話被迫順延；但隨著劇情和角色刻劃引人注目，不僅日本國內、在海外也受到熱烈迴響。
- 舞台背景參考太陽劇團，並找上鞭術特技藝人Dio（日语：Dio Kobayashi）協助製作，而劇中人物也出現鞭術王子迪歐（Dio）。
- 台灣卡通頻道於2003年11月3日首播，2004年9月14日因檔期安排緣故，早先日本販售日（9月24日）及AT-X頻道（9月26日）播出OVA《萬花筒之星 嶄新之翼 EXTRA STAGE》。香港無電視翡翠台則從2005年1月5日開始播放。

## 故事簡介
第一季
故事的主角苗木野空，因為小時候與雙親在萬花筒劇團（Kaleido Stage）觀賞「愛麗絲夢遊仙境」（不思議の国のアリス）之後便被其所吸引。但空（台灣的國語配音版稱「空空」）的雙親不幸因車禍而去世，之後滿腦子都是萬花筒劇團，所以當她國中畢業之後不顧養父母的反對，一個人遠赴美國，排除萬難下終於成為萬花筒劇團的一份子。經過「羅密歐與茱麗葉」、「灰姑娘」、「人魚公主」、「天方夜譚」、「自由」公演，慢慢得到了萬花筒劇團台柱蕾拉的肯定和認同。最後和蕾拉一同向命運挑戰、完成夢幻絕技（幻の大技），但蕾拉的肩膀卻受傷了；不過蕾拉將夢想託付給空，希望她成為真正的萬花筒之星。
第二季
蕾拉因傷退出萬花筒劇團，由空一個人獨撐大局，團長卡洛斯認為空仍無法成為獨當一面的萬花筒之星，故請來知名演員雷歐·渥茲伍爾來劇團，而王梅因為仰慕蕾拉也加入劇團。照道理來說萬花筒劇團是呈現新的氣息，不過空一直在煩惱要怎麼樣作才能成為真正的萬花筒之星，逐漸失去了光芒。在一次的機會下空與梅到百老匯與蕾拉同台之後，蕾拉鼓勵她說痛苦的時候能拯救自己的也只有自己，想要什麼，目標在哪裡也只有自己才會知道。不要迷惘筆直的前進，那麼通往真正萬花筒之星的路將會打開。才沒說完多久，蕾拉發現到她還能看到福爾，在心裡認為還有應該要做的事。「能培養天使的只有惡魔」，蕾拉以對手的身分出現在空面前，與空在舞台上競演天使的技巧一決勝負。公演完後空已成長、不再是蕾拉的夢想，最終蕾拉對空說：「妳是我的驕傲」，一部少女為夢想奮鬥的青春故事就在此劃上句點。

## 登場人物

### 萬花筒劇團

#### 劇中主角
苗木野空（苗木野 そら［なえぎの そら］）　配音員：廣橋涼（日本）；林美秀（台灣）；曾秀清（香港）
- 生日：11月23日、身高：160cm、體重：50kg、血型：O型、射手座

主角，16歲日本人。年幼時父母因車禍雙亡，由苗木野夫婦收養、後來妹妹夢出生。隻身赴美加入萬花筒劇團，在大家不看好下，憑著不斷地努力跟毅力克服難關得到認同，與蕾拉合力完成「夢幻絕技」，空認為是因為自己的不成熟而使蕾拉受傷離開舞台，蕾拉將夢想託付給他離開萬花筒劇團之後，在第二季開頭表現卻差強人意，多次輸給新對手王梅亦不被新台柱雷歐認同，失去了當初追趕蕾拉的強烈企圖心，後來短暫離開劇團和尤利搭檔參加嘉年華比賽時知曉了「天使的絕技」，並認為那是真正的巨星之技由尤利對她進行訓練，但在嘉年華比賽中第一次清楚感受到「舞台競爭的殘酷」而情緒崩潰，「天使的技巧」也未成功，後來回到劇團沉寂了一陣子，重整心情並為了完成蕾拉託付給她的夢想決定再次挑戰「天使的技巧」，由雷歐進行嚴苛的訓練，但促使她成功完成技巧是因蕾拉對她提出的挑戰，接受到蕾拉強盛的決心和能與蕾拉再次同台的渴望終成功完成空心中所想的「天使的技巧」完勝蕾拉，超越蕾拉成長真正為新一代萬花筒之星。其後又原創新生「黃金火鳳凰」之技，實現自己與蕾拉的夢想，相信「無爭的舞台」的存在，帶給觀眾愉快是空表演的第一要件，視蕾拉為目標，亦非常尊敬蕾拉，遇到困難或重大挑戰時總會想詢問蕾拉的意見。感情方面遲鈍，肯對她的告白總是沒成功。
蕾拉·漢米頓（レイラ・ハミルトン）　配音員：大原沙耶香（日本）；傅其慧→鄭仁君（台灣）；陸惠玲（香港）
- 生日：8月15日、身高：173cm、獅子座

另一位主角，17歲美國人，萬花筒劇團的台柱。因家庭成長環境關係，性格固執、力求完美,做為表演者非常完美且敬業,同時也是為受後輩景仰尊敬的前輩；最初對於來劇團面試而遲到的空感到不滿，但在遇到空後也逐漸找回了自我失去的東西——舞台上的熱情——而漸漸認同空。曾和尤利搭檔以「黃金火鳳凰（Golden Phoenix）」拿下慶典馬戲團大賽的優勝；與空接受夢幻絕技的訓練時因自我訓練過度產生的疲勞而不小心傷到肩膀，雖帶傷與空完成了「夢幻絕技」，卻也導致右肩傷重而被迫退休，將夢想寄託給空之後離開劇團往百老匯發展，邀請空參與表演後發現空陷入迷惘，同時也發現自己仍然看的見舞台精靈，為了使空真正成為「萬花筒之星」而決定再次向她提出挑戰，不同於空接受不同人的訓練，蕾拉照自己的方式完成了「天使的技巧」後返回舞台和空一決勝負，終成功使空蛻變且承認自己敗北。比賽結束後對空說道：『今天我來到這裡拿走我遺失的東西，那就是我和妳的勝負。我在還未輸給空的情況下就離開了舞台，這阻礙了妳前進的腳步，使妳無法真正變成萬花筒之星。今後，會有許多仰慕妳的人慕名而來，妳要做的就是全力以赴接受他們的挑戰，然後輸給妳認可的新一代的萬花筒之星。』「只有真正的惡魔能夠鍛鍊出天使」鍛鍊出空的天使的不是尤利、不是雷歐而是蕾拉。看完空演出的天鵝湖後，當空問蕾拉：『以後我仍然可以將自己當成你的夢想嗎？』蕾拉回答她：『不，妳已不是我的夢想，妳是我的驕傲。』對於尤利害死雷歐妹妹一事，只說了一句﹕「這樣是無損勝利的價值，因為失敗者都要為自己的不小心負責。」(原話出自tvb粵語配音VCD)。

#### 劇團明星
尤利·基里安（ユーリ・キリアン）　配音員：千葉進步（日本）；曹冀魯（台灣）；雷霆（香港）
- 生日：3月3日、身高：182cm、雙魚座

18歲，俄國出身的法國人。與蕾拉同為萬花筒劇團台柱，俊美容貌受女性戲迷喜愛。雖然劇中尚未提及，但本人擅長做菜，也偶爾會做給蕾拉吃，有時還會開著法拉利接送蕾拉日常出入。曾認為團長卡洛斯逼死他父親，以奪走萬花筒劇團為報復，但被「夢幻絕技」打動後知道自己是錯的，而到法國留學。對雷歐喪妹的意外耿耿於懷，決定回來引導空與雷歐完成「天使的技巧」。
雷歐·渥茲伍爾（レオン・オズワルド）　配音員：櫻井孝宏（日本）；符爽（台灣）；黃榮璋（香港）
法國人，天蠍座，譽為「法國馬戲團的貴公子」、「舞台的天馬」。之前慶典馬戲團大賽，其妹蘇菲因尤利而意外喪生。自此尋覓新的搭檔，以實現蘇菲心目中「天使的技巧」；卻因手段過激被稱為「死神」。加入萬花筒劇團後，逐漸發現空與蘇菲重疊的身影，認定她是「天使的技巧」最適合搭檔人選。
王梅（メイ・ウォン）　配音員：中原麻衣（日本）；錢欣郁（台灣）；何璐怡（香港）
- 生日：5月5日、金牛座

15歲中國人，前花式滑冰選手，性格火爆、執著。仰慕蕾拉而放棄花式滑冰、加入萬花筒劇團，得知蕾拉因與空合演夢幻絕技受傷退休，對空很不諒解，與眾人關係也十分緊張。之後從蕾拉口中得知真相才釋懷並將空視為競爭對手，為取得雷歐的認同自創「惡魔螺旋（Demon Spiral）」。
蕾拉從百老匯再度回到萬花筒劇團將空視為競爭對手時，曾用自己的方式激勵意志消極的空。

#### 重要角色
羅賽塔·帕賽爾（ロゼッタ・パッセル）　配音員：水橋香織（日本）；謝佼娟→雷碧文（台灣）；鄭麗麗（香港）
- 生日：4月4日、牡羊座

13歲比利時人，天才扯鈴少女，連續4年拿到世界冠軍。自尊心強、待人冷漠，卻也被空的表演打動，兩人交情逐漸熱絡，找回失去的笑容。後加入萬花筒劇團，為與空一同演出「夢幻絕技」而努力。
加入萬花筒劇團後，初期與常對空針鋒相對的王梅發生爭執，直到空與王梅釋懷後關係才好轉。
在嶄新之翼中的第52話似乎暗示會成為接任空的萬花筒之星。
福爾（／Fool，即愚者之意）　配音員：子安武人（日本）；李香生（台灣）；潘文柏（香港）
舞台上的精靈，只有被舞台選中的人才能看見他，空、蕾拉、羅賽塔（於OVA不笑的公主才看的見福爾）、強納森都看得到。不同其美形外表反倒很好色，常被空制裁。棲息在空的房間裡，以塔羅牌、後改星座水晶球來占卜未來走向。在OVA版中有透露他的前世似乎與羅賽塔的前世之間有一段不算小的因緣。
米雅·蓋倫（ミア・ギエム）　配音員：西村千奈美（日本）；雷碧文（台灣）；陳凱婷（香港）
- 生日：7月20日、身高：163cm

16歲荷蘭人，立志要做個成功的腳本家，初期與安娜對劇團面試而遲到的空感到不諒解，但在看到空的努力後轉為友好關係。一路相處下與空、安娜交情匪淺，常常三人一起行動。在「自由」公演展露才能，之後負責全場的劇本及編導工作；以陪同蕾拉回來的凱西為師法對象。
安娜·哈特（アンナ・ハート）　配音員：渡邊明乃（日本）；錢欣郁（台灣）；黃鳳英（香港）
- 生日：6月6日、身高：170cm

17歲，美國出身的西班牙人。性格外向及打扮中性，在喜愛男裝的女戲迷中大受歡迎。希望像父親一樣當個出色的諧星，但好像只有強納森才能理解她的搞笑。
初期與米雅對劇團面試而遲到的空感到不諒解，但在看到空的努力後轉為友好關係。一路相處下與空、米雅交情匪淺，常常三人一起行動。
肯·羅賓斯（ケン・ロビンス）　配音員：下野紘（日本）；曹冀魯（台灣）；陳卓智（香港）
- 生日：9月15日、身高：175cm

18歲美國人，萬花筒劇團訓練及管理員。夢想加入劇團，因心臟問題無法成為特技演員，只能從事一般管理工作；喜歡空但總是告白失敗。
卡洛斯·永戶（カロス・永戸）　配音員：藤原啟治（日本）；李香生（台灣）；陳欣（香港）
- 身高：193cm

日裔巴西人，萬花筒劇團團長。首次遇到空欣賞其腿部肌肉，被當成怪人。曾與莎拉一起在街頭表演，因受傷無法演出而以保險金成立萬花筒劇團。眼光獨到讓空加入劇團，並適時給予提示。
莎拉·都普（サラ・デュポン）　配音員：久川綾（日本）；錢欣郁（台灣）；袁淑珍（香港）
- 身高：172cm

29歲英國人，萬花筒劇團歌姬、宿舍管理員，格鬥技迷。從以前就跟卡洛斯在街頭搭檔表演，也一起開設萬花筒劇團並深愛著他。
瑪莉恩·貝尼尼（マリオン・ベニーニ）　配音員：折笠富美子（日本）；傅其慧→雷碧文（台灣）；梁少霞（香港）
- 生日：2月14日

10歲美國人，萬花筒劇團大道具班領隊約翰的女兒，從小跟著父母的工作在劇團長大，個性外向開朗，另一方面又跟父親一樣體貼穩重。
總是跟強納森玩在一起，可以理解強納森說的話。
最初因為空的彈翻床而看不起空，但看著空的努力及有趣的表演而變得非常親近，常常一起行動，特別常跟安娜一起起鬨。
擅長彈翻床特技，並且也有其他表演的技術，認為沒有人能夠像母親一樣表演的那麼精采，所以對彈翻床的演員批評毫不留情。
非常憧憬身為萬花筒具同彈翻床表演明星的母親，夢想也要成為彈翻床演員，但由於母親在表演事故中死亡，擔心父親傷心而放棄接觸。
得知母親遺志跟父親的心情後主動希望和空共同演出彈翻床表演，與強納森一同出道。
強納森（ジョナサン）　配音員：小櫻悅子（日本）；林丹鳳（香港）
空在海邊撿到的小海豹，在空的固執跟約翰的打圓場下而得以留在劇團成為吉祥物，非常擅長特技表演。
幾乎都跟瑪莉恩玩在一起，與其說是寵物更像感情很好的姊弟手足一般，並且互相能溝通，之後在兒童劇場跟瑪莉恩一起出道。
雖然空是恩人，但玩在一起的時候總是把空耍著玩的感覺。
不知為何很喜歡安娜還未成熟的搞笑表演。
約翰·貝尼尼（ジャン・ベニーニ）　配音員：菅原淳一（日本）；馮錦堂（香港）
瑪莉恩的父親，個性體貼的大道具班的領隊，同時也是萬花筒劇團草創時的成員之一，深獲卡洛斯信賴，也是少數能讓卡洛斯改變心意的人之一。
除工作之外，還有建造泳池、打造兒童劇場舞台、「自由之光」時的建議、幫空做修行的臨時器材等多次協助，相較於戲份吃重的肯，是更貼切的後台甘草人物。
身為元老成員所以清楚劇團的許多過往事情及卡洛斯的個性，在強納森的事件中打了圓場，讓卡洛斯答應由劇團收養的事情。
妻子在表演意外中去世後獨自擔負著家長的工作，一直擔心瑪莉恩因為介意自己跟母親的事情而放棄自己的願望，在空的幫忙下順利解開了瑪莉恩的心結。

#### 其他成員
夏洛特（シャーロット）　配音員：阿比留優（日本）；雷碧娜（香港）
嘴巴很毒的劇團成員，常常跟裘莉一起行動，擅長料理，口頭禪是「不如說」。
作為演員的實力有一定程度，常作為配合蕾拉的襯托人物之一。
在空加入後惡意造謠，並且認為沒說錯而固執的排斥空，並且認為空做的是無謂的努力。
因為不喜歡尤里經營的劇團現狀而抱怨被開除，於是也跟著攤牌和裘莉一起退出。
「夢幻絕技」修行時看到空超人的努力而放棄固執轉而認同。
劇團回歸卡洛斯所有後並沒有回歸，跟裘莉一起成為蕾拉的學徒。
裘莉（ジュリー）　配音員：大森玲子（日本）；黃麗芳（香港）
看起來懶散的劇團成員，常常跟夏洛特一起行動，並附和夏洛特的毒舌，口頭禪是「的感覺」。
作為演員的實力有一定程度，常作為配合蕾拉的襯托人物之一。
在空加入後跟夏洛特一起造謠，並且排斥空那樣的努力家。
因為不喜歡尤里經營的劇團現狀而附和夏洛特的抱怨被開除，和夏洛特一起退出。
「夢幻絕技」修行時看到空超人的努力而放棄固執轉而認同。
劇團回歸卡洛斯所有後並沒有回歸，跟夏洛特一起成為蕾拉的學徒。
克蕾雅、埃蕾娜、金、艾密利（クレア、エレナ、ジーン、エミリ）　配音員：島涼香、柳澤真由美、岡本奈美、無（日本）
在尤里的惡意挖角跟奪權下仍然支持現在的劇團的成員們，與蕾拉、空、米雅、安娜一起在絕境的狀況下完成「自由」的數次公演。
之後並沒有接受尤里的勸降也一樣各自離開成為自由藝人，並在米雅的邀請下結成「自由之光」在遊樂園內表演。

### 親友相關
警察先生（ポリス）　配音員：石塚運昇（日本）；曹冀魯（台灣）；盧國權→林保全（香港）
本名傑瑞，29歲，面惡心善的警察，常常無意間破壞了肯的告白。
空初到美國因抓賊而認識，所以都稱他「警察先生」，自稱空的頭號戲迷（實質上也是），常適時出現幫助空。
個性不如外表般粗曠，實際上很纖細，小時候被欺負常常被凱特所救，所以才努力鍛鍊身體希望未來能保護凱特。
夢想是在30歲生日之前訂婚，但當天終於鼓起勇氣卻剛好找不到凱特，因此而消沉，但終於在空的協助下向青梅竹馬的凱特求婚成功。
凱特（ケイト）　配音員：柳澤真由美（日本）；區瑞華（香港）
警察先生的青梅竹馬，萬花筒劇團的指定醫師，個性直率不拘小節，但工作上毫不馬虎。
打掃等方面不是很勤勞，生活上常常受到傑瑞的幫助。
故事後半接受了傑瑞的求婚而結為夫妻。
苗木野力（苗木野 力）　配音員：宇垣秀成（日本）；招世亮（香港）
空的養父（親生父親的表弟或堂弟），在空雙親去世後收養她，將她當成親生的子女關懷。
非常擔心獨自前往海外生活的空，為了讓她放棄萬花筒劇團的工作而前來拜訪，但親眼看到了空隊表演的熱情而決定作罷。
之後數次與妻子一同前往觀看空的重要表演。
苗木野緣（苗木野 みどり）　配音員：篠原惠美（日本）；袁淑珍（香港）
空的養母。將她當成親生的子女關懷，雖然知道空非常的自立且堅強，但也發現空與家人之間始終有種距離感在。
由於夫妻擔心空的感受而始終沒有生子女的打算，直到自立的空前往海外後才懷有身孕。
擔心獨自前往海外生活的空受苦，懷著身孕前來想讓萬花筒劇團被奪走時的空回到日本的家，順便報喜訊。
但空因為消沉意外的說出了心裡的悲觀想法，而讓家人之間距離的問題浮上檯面。後來相互理解，反而加深了家族間的羈絆。
之後數次與丈夫一同前往觀看空的重要表演。
苗木野 夢（苗木野 夢）　配音員：小櫻悅子（日本）
苗木野夫妻的親生女兒，空的妹妹，名字的夢（ゆめ）是由空命名。
從「夢幻絕技」時就跟著父母一起看空的表演。
同時這個名字也是主角名稱定案前的其中一個，並也出現在作品代表性的預告台詞「羽翼是夢想，然後飛向天空」中。
凱文·漢米頓（ケビン・ハミルトン）　配音員：津田英三（日本）；譚炳文（香港）
蕾拉的父親，著名的飯店經營商人，贊助萬花筒劇團的人之一。
單方面的替蕾拉安排工作跟交際，只在節日、生日或應酬的時候才會跟碰面。
非常反對蕾拉待在表演有高風險的萬花筒劇團，多次使用手段想讓她退出讓她轉往演員發展，包含尤利奪走劇團時也有出手。
總是一臉嚴肅的樣子，甚至在妻子死前依然如此，所以被年幼的蕾拉認為是一位冷酷的父親。
得知羅菈即將逝世的晚上在房內借酒澆愁，並在內心向妻子訴說會連同她的份一起疼愛蕾拉，目睹這件事的蕾拉發誓不在讓父親傷心。
但給予蕾拉的關懷方式卻是物質生活上的無慮以及各大領域工作的機會跟名人交際的安排，反而因此讓蕾拉感到很落寞。
在蕾拉少見的違逆自己安排後暫時放任不管，並在尤利的請求下出席觀看「夢幻絕技」公演的，終於理解了蕾拉對舞台的熱情。
此後亦有抽時間去看蕾拉在百老匯的表演，父女間的距離拉近很多。
在蕾拉正視自己捨棄的軟弱之後，父女在羅菈去世後第一次一起前去掃墓。
羅菈·漢米頓（ローラ・ハミルトン）　配音員：池田昌子（日本）；蔡惠萍（香港）
蕾拉的母親，非常疼愛蕾拉，僅在OVA『Legend of phoenix』登場。
蕾拉年幼時體況變不佳，所以非常喜歡火鳳凰浴火重生的故事，常常念給蕾拉當床邊故事。
雖然病情逐漸惡化，但仍然常常溫柔的笑著，為了不讓蕾拉哭泣而苦撐，但最後依然過世了。
之後蕾拉便堅強起來再也不哭泣，而丈夫則全心投入工作藉以忘記悲傷。
瑪格麗·湯普森（マッコリー・トンプソン）　配音員：島涼香（日本）；林元春（香港）
漢米頓家的傭人，負責照顧蕾拉的生活，並幫忙安排行程。
小時候由在漢米頓家工作的母親帶來漢米頓家做蕾拉兒時的玩伴，之後擔任蕾拉的專屬傭人。
為了鼓勵獨自堅強起來的蕾拉，在漢米頓家各處放了如同火鳳凰形象的火炎花。
忠誠的對象是蕾拉而非漢米頓家，所以總是全力幫忙掩護，「假面之星」的服裝也是由她設計製作的。
在看了空的「天鵝湖」表演後深受感動，想跟蕾拉學習一起踏上舞台。
傑克·哈特（ジャック・ハート）　配音員：石井康嗣（日本）；張炳強（香港）
安娜的父親。藝名為「傑克男爵」，頗有名氣的喜劇演員，前往大城市發展後音訊全無。
劇中登場時整個人散發出頹廢的感覺，消極的演藝風格也完全在諷刺觀眾跟店家，另安娜大失所望。
後得知帶他往大城市的星探只是騙子，錢財被挖空之外，不靠關係亦無法在大城市中找到舞台表演，才有此個性巨變。
最初是為了逗女兒開心才想磨練搞笑的技巧，在女兒跟空的努力下想起初衷重新踏上夢想的道路。
之後有出現在購物節目上嶄露搞笑技巧，並被安娜找來指導小丑團隊，給了安娜很大的幫助。
茱莉亞·哈特（ジュリア・ハート）　配音員：加藤優子（日本）；袁淑珍（香港）
安娜的母親。在酒吧工作的時候認識了「傑克男爵」而成為支持者，之後兩人結為夫妻。
對於傑克再次踏上喜劇演員的夢想時全新的信任。
亞朗·布拉斯（アーロン・ブラス）　配音員：大西健晴（日本）
尤利的父親，當初挑戰「夢幻絕技」而在排演中死亡。
似乎是劇團代表性的巨星，其死亡的消息意外的讓劇團名聲有了顯著的提升，但也因此被尤利認為是卡洛斯造成的。
蘇菲·渥茲伍爾（ソフィー・オズワルド）　配音員：澤城美雪（日本）；朱妙蘭（香港）
雷歐的妹妹，有著更高於雷歐的表演天分，此外對於夢想非常的固執，堅持著訓練。
兄妹受到非常嚴格的訓練，所以擁有超乎常人的技術，在得到技術後跟著雷歐獨立成為自由藝人，之後更獲得提名參加慶典馬戲團大賽。
夢想是跟哥哥一同完成「天使的技巧」，找到無爭的舞台，成為真正的巨星。
非常崇拜尤利，但也因此被復仇心切的尤利假意邀約後放鴿子，之後為了趕著大賽的出席而在路上遭遇車禍而重傷，在醫院去世。
安奴·帕賽爾（アンヌ・パッセル）　配音員：杉本優（日本）；陸惠玲（香港）
羅賽塔的母親，精明能幹的女性，同時擔任著經紀人的工作，雖然有著母親的一面，但公私分明上毫不馬虎。
過去為了羅賽塔著想而讓她苦練扯鈴，但卻沒料到之後羅賽塔會成為扯鈴機器般的人，因此很感謝幫羅賽塔找回笑容的萬花筒劇團。
最初不認同羅賽塔加入萬花筒劇團，但看到她的決心以及劇團的正面影響後認同，不過扯鈴方面仍是有表演就要收費。
班·羅賓斯（ベン・ロビンス）　配音員：鈴木勝美（日本）
肯的父親，為家具設計師，家裡有不少他的作品。
雪莉爾·羅賓斯（シェリル・ロビンス）　配音員：松岡洋子（日本）
肯的母親，非常熱情的歡迎前來暫住的空等人。
露希·羅賓斯（シェリル・ロビンス）　配音員：千葉千恵巳（日本）
肯的妹妹，安娜的粉絲，安娜暫住期間常常跟在附近。每當安娜擺出冷峻的帥氣表情時就會按下快門。
辛西亞·貝尼尼（シンシア・ベニーニ）　配音員：山口由里子（日本）
約翰的妻子、瑪莉恩的母親，劇團的彈翻床表演明星，在表演事故中受傷，之後去世。
對於表演非常認真，有點子總是會記錄在筆記本內，並且勤加訓練。
夫妻感情很好，都非常的疼愛瑪莉恩，筆記本內更有計畫跟瑪莉恩一起出道的服裝及場地設計等筆記。

### 戲劇帳篷
巡迴的馬戲團，定期在各地巡迴表演，劇團不採排，完全採即興演出，雖然會有表演的劇本主題，但僅僅是用來發揮成員特技的舞台而已。
經由在這邊的表演經驗，空學習到觀察其他同台成員的狀況的重要，也終於得到帕梅拉的認同。
巴克主席（パック座長）　配音員：佐佐木誠二（日本）
巡迴馬戲團「戲劇帳篷」的主席，雖然是主席打扮，但由於長相所以有如吸血鬼伯爵一般，特技為飛刀表演。
雖然沒詳細敘述，但與卡洛斯有交情。
Dio　配音員：鈴村健一（日本）
俊美的男性使鞭者，鞭子的特技出神入化能夠輕易瞄準空中的微小物體，最擅長的是將花朵變成花瓣雨的漂亮技巧。
在空搞不清楚狀況時給予建議，並且在「自由之光」的表演時期時常抽空去助陣。
此角色同時也是給整部作品很多幫助的鞭術特技藝人Dio形象的化身。
多米妮克（ドミニク）　配音員：熊谷妮娜（日本）
巴克的妻子，並未參與演出，但同時照顧小孩並且負責做飯洗衣服等工作。
帕梅拉（パメラ）　配音員：淺川悠（日本）
個性冷淡的美麗明星，擅長驚險的空中鞦韆技巧，並且會噴火表演。
認識劇團歌姬沙菈，曾經是萬花筒劇團的團員，但由於個性不適合照腳本的表演所以退團。
丹克（タンク）　配音員：高階俊嗣（日本）
笑容爽朗的壯漢，特技為怪力，擅長拋擲重物的表演，最常使用的是酒桶。
米拉、米洛（ミラ、ミロ）　配音員：島涼香、KAORI.（日本）
最年輕的調皮成員，外表相似但並未提及是否為親人或雙胞胎，兩人都會單輪車特技。

### 其他角色
Mr.肯尼斯（Mr.ケネス）　配音員：千田光男（日本）；符爽（台灣）；張英才（香港）
劇團出資者之一，對於表演非常挑剔，也有發覺明星的眼光，跟卡洛斯有一定交情，非常期待空的表演帶來的驚奇。
在「人魚公主」表演前指定空來做主角，看到空終於以自己的特質詮釋了整部戲而非常滿意。
在尤里的計畫下所有出資者惡意停止出資時故意不幫忙，希望藉此讓空在危機的狀況下磨練。
之後出場時常跟卡洛斯一起出現，並在空帶來的數次最棒的舞台表演給予熱烈掌聲。
賽門·帕克（サイモン・パーク）　配音員：西村朋紘（日本）
知名腳本家、監督，言談上給人輕浮的感覺，但對舞台的熱情及作為作家的實力一流，與蕾拉有交情。
「自由」公演時，蕾拉邀請並與卡洛斯商量，希望由他做腳本來挽救劣勢，但由於卡洛斯的考量而婉拒。
反而委託他指導米雅的腳本，本人也因為覺得有趣而答應，但並非現場指導而是以看過後提出修改意見的指導形式。
為第一個引出米雅才能的指導者，之後亦有數次出席觀看劇團的重要表演。
凱西·提摩亞　配音員：三石琴乃（日本）；程文意（香港）
親自拜訪並邀請因受傷而退出萬花筒劇團的蕾拉，擔任她舞台劇-賭城之莎樂美的女主角，因此成為蕾拉的新搭檔。
曾於休假時到萬花筒劇團幫忙，從旁引導讓王梅發現其缺少而空有的東西。
最後「天鵝湖」與米雅搭檔，協助米雅找到靈感並指導其成為導演。
多娜·渥卡（Donna Walker）　配音員：深見梨加（日本）
導盲犬訓練師，曾是萬花筒劇團的紅星，曾飾演「愛麗絲夢遊仙境」的愛麗絲，感動了幼年的空和蕾拉。
在與空的邂逅中，指引了空何謂天使，掃除空的迷惘。
劉　配音員：富澤美智惠（日本）；沈小蘭（香港）
自行車旅人，於OVA-鳳凰傳說登場，是蕾拉於自行車旅行時認識的。

## 主題曲

### 片頭曲

#### 電視動畫
第一季
- 「TAKE IT SHAKE IT」（第1 - 13話）

作詞：朝倉京子、作曲：菊地創、編曲：村山晋一郎、歌：Sugar
- （第14 - 26話）

作詞·作曲：米倉千尋、編曲：高山和芽·aqua.t、歌：米倉千尋
第二季：嶄新之翼
- 「Tattoo Kiss」（第27 - 51話）

作詞：MIZUE、作曲：DREAMFIELD、編曲：田邊惠二、歌：r.o.r/s 

#### OVA
嶄新之翼 EXTRA STAGE
- 「Blanc et Noir」（第52話）

作詞：松浦有希、作曲：、編曲：依田和夫、歌：苗木野空（廣橋涼）&羅賽塔·帕賽爾（水橋香織）
鳳凰傳說／浴火鳳凰
- 「Ray of Light」（同電視動畫插入曲）

妙啊！妙！
歌：Kaleido Stars（聲優:苗木野空(廣橋涼)、米雅(西村千奈美)、蕾拉(大原沙耶香)、羅賽塔(水橋香織)、安娜(渡邊明乃)）

#### 香港播出版本
- 「星夢馬戲」（第1 - 52話，原曲「TAKE IT SHAKE IT」） [7]

填詞：張美賢、作曲：菊地創、編曲：伍仲衡、歌：楊思琦

### 片尾曲

#### 電視動畫
第一季
- 「real identity」（第1 - 13話）

作詞：朝倉京子、作曲：白石紗澄李、編曲：村山晋一郎、歌：Sugar
- （第14 - 26話）

作詞·作曲：松岡充、編曲：龜田誠治、SOPHIA、歌：SOPHIA
第二季：嶄新之翼
- 「escape」（第27 - 50話）

作詞：MIZUE、作曲·編曲：田邊惠二、歌：r.o.r/s
- （第51話，同片頭曲）

歌：米倉千尋 with Kaleido Stars

#### OVA
嶄新之翼 EXTRA STAGE
- 「Tattoo Kiss」（同電視動畫片頭曲）

鳳凰傳說／浴火鳳凰
作詞：萬花筒劇團、作曲·編曲：崎元仁、歌：大原沙耶香（蕾拉·漢米頓）
妙啊！妙！
作曲·編曲：

#### 香港播出版本
- 「escape」（第51、52話）

### 插入曲
- 「Ray of Light」（第50話）

作詞·編曲：松浦有希、作曲：、聲：蕾拉·漢米頓、歌：大原沙耶香

## 電視動畫

### 工作人員
- 企劃：GDH、HAL
- 原案：佐藤順一
- 監督：佐藤順一、平池芳正（27話以後）
- 助理製作：池田東陽（實際上的製作人）
- 系列構成：吉田玲子
- 角色設計、總作画監督：渡邊一、追崎史敏
- 美術監督：西川淳一郎
- 色彩設計：國音邦生（辻田邦夫）
- 3DCGI監督：松浦裕曉
- 3DCGI編導：田中和平
- 編集：重村健吾、肥田文
- 音響監督：鶴岡陽太
- 選曲、音響效果：山田稔
- 錄音工作室：Studio Gong
- 音響制作：樂音舍
- 音樂：
- 動畫製作：GONZO
- 製作：東京電視台、堀製作、MediaNet

### 播放電視台
| 電視台         | 播映期間                                                     | 播映時間                                              | 所屬聯播網 |
| -------------- | ------------------------------------------------------------ | ----------------------------------------------------- | ---------- |
| 東京電視台     | 2003年4月3日 - 2004年3月27日 「嶄新之翼」自2003年10月4日開始 | 星期四 17:25 - 17:55 星期六 09:30 - 10:00（嶄新之翼） | 東京電視網 |
| 大阪電視台     | 2003年4月5日 - 2004年3月27日                                 | 星期六 18:30 - 19:00                                  | 東京電視網 |
| 瀨戶內電視台   | 2003年4月6日 - 2004年3月28日                                 | 星期日 07:00 - 07:30                                  | 東京電視網 |
| TVQ九州放送    | 2003年4月8日 - 2004年4月3日                                  | 星期二 26:45 - 27:15                                  | 東京電視網 |
| TV北海道       | 2003年4月12日 - 2004年4月3日                                 | 星期六 07:00 - 07:30                                  | 東京電視網 |
| 愛知電視台     | 2003年4月13日 - 2004年3月28日                                | 星期日 06:00 - 06:30                                  | 東京電視網 |
| 廣島HOME電視台 | 2003年10月7日 - 2004年9月28日                                | 星期二 26:16 - 26:46                                  | 朝日電視網 |
| BS JAPAN       | 2003年4月4日 - 2004年4月2日                                  | 星期五 19:25 - 19:55                                  | 衛星電視   |
| AT-X           | 2003年4月21日 - 2004年4月15日                                | 星期一 10:30 - 11:00/21:30 - 22:00                    | 衛星電視   |
| KIDS STATION   | 2004年11月25日 - 2005年2月10日                               | 星期一至五 21:00 - 21:30/25:30 - 26:00                | 衛星電視   |

| 東京電視台 星期四17:25-17:55節目 | 東京電視台 星期四17:25-17:55節目                   | 東京電視台 星期四17:25-17:55節目 |
| -------------------------------- | -------------------------------------------------- | -------------------------------- |
|                                  | 萬花筒之星 (2003年4月3日－9月25日)                 |                                  |
| TXN NEWS EYE                     | 猴王五九 重播                                      |                                  |
| 星期六09:30-10:00節目            |                                                    |                                  |
| 魔偵探洛基RAGNAROK               | 萬花筒之星 嶄新之翼 (2003年10月4日－2004年3月27日) | DAN DOH!!                        |

| 無電視翡翠台 星期三17:15-17:50節目 | 無電視翡翠台 星期三17:15-17:50節目              | 無電視翡翠台 星期三17:15-17:50節目 |
| ---------------------------------- | ----------------------------------------------- | ---------------------------------- |
|                                    | 星夢美少女 (2005年1月5日－2006年1月11日)        |                                    |
| 帝皇戰紀                           | 唱K小魚仙 (第一輯)                              |                                    |
| 星期一至五15:45-16:15節目          |                                                 |                                    |
| 機甲露寶                           | 星夢美少女 重播 (2006年11月14日－2007年1月25日) | SD高達                             |

| 無兒童台 星期一至五09:00節目 | 無兒童台 星期一至五09:00節目               | 無兒童台 星期一至五09:00節目 |
| ---------------------------- | ------------------------------------------ | ---------------------------- |
|                              | 星夢美少女 重播 (2007年10月18日－11月28日) |                              |
| 滴骰孖妹                     | 魔界女王候補生                             |                              |

### 各話標題
| 話數                      | 日文標題 | 中文標題                     | 中文標題                    | 中文標題           | 劇本       | 分鏡              | 演出                     | 作畫監督                                     | 總作畫監督      |
| 話數                      | 日文標題 | 臺灣                         | 卡通頻道                    | 香港               | 劇本       | 分鏡              | 演出                     | 作畫監督                                     | 總作畫監督      |
| 第一季                    | 第一季   | 第一季                       | 第一季                      | 第一季             | 第一季     | 第一季            | 第一季                   | 第一季                                       | 第一季          |
| ------------------------- | -------- | ---------------------------- | --------------------------- | ------------------ | ---------- | ----------------- | ------------------------ | -------------------------------------------- | --------------- |
| 1                         |          | 首次上場的最初舞台           | 初次登場                    | 第一次的演出       | 吉田玲子   | 佐藤順一          | 佐藤順一                 | 渡邊一 追崎史敏                              | 渡邊一 追崎史敏 |
| 2                         |          | 孤獨且最嚴厲的挑戰           | 孤獨的挑戰                  | 孤獨而巨大的挑戰   | 吉田玲子   | 平池芳正          | 平池芳正                 | 高木信一郎                                   | 渡邊一 追崎史敏 |
| 3                         |          | 遙遠且最耀眼的舞台           | 遙遠的舞台                  | 遙遠的舞台         | 吉田玲子   | 福多潤            | 福多潤                   | 石倉敬一                                     | 渡邊一 追崎史敏 |
| 4                         |          | 只要努力就是最難得機會       | 努力就會有機會              | 肯努力，就有機會     | 中瀨理香   | 鎌仲史陽          | 鎌仲史陽                 | 吉本拓二 細越裕治 金崎貴臣                   | 渡邊一 追崎史敏 |
| 5                         |          | 距離總是最遙遠的家族         | 來自遠方的家庭              | 遠方的家人         | 吉田玲子   | 玉野陽美          | 西山明樹彦               | 青山正則 金崎貴臣 高品有桂                   | 渡邊一 追崎史敏 |
| 6                         |          | 小小又最可愛的海豹           | 小海豹                      | 細小的冬甩沙       | 平見瞠     | 福多潤 唐戶光博   | 福多潤 唐戶光博          | 鈴木雄大 嘉手苅睦 茂木信二郎                 | 渡邊一 追崎史敏 |
| 7                         |          | 不會笑的最冷漠少女           | 沒有笑容的少女              | 沒有笑容的少女     | 平見瞠     | 和田高明          | 和田高明                 | 和田高明                                     | 渡邊一 追崎史敏 |
| 8                         |          | 即使受挫也是最耀眼巨星       | 再辛苦也值得                | 不快樂的明星       | 吉田玲子   | 山口直樹          | 筑紫大介                 | 金崎貴臣 高津幸央                            | 渡邊一 追崎史敏 |
| 9                         |          | 成為主角的最大挑戰           | 成為主角的挑戰              | 主角的挑戰         | 中瀨理香   | 鎌仲史陽          | 鎌仲史陽                 | 飯島弘也 高品有桂                            | 渡邊一 追崎史敏 |
| 10                        |          | 成為主角的最高之壁           | 成為主角的困境              | 當主角的考驗       | 吉田玲子   | 佐山聖子          | 鈴木薰                   | 酒井和男                                     | 渡邊一 追崎史敏 |
| 11                        |          | 安娜最沒出息的父親           | 安娜不成才的父親            | 安娜的潦倒爸爸     | 平見瞠     | 玉野陽美          | 西山明樹彦               | 福島豐明 鈴木雄大                            | 渡邊一 追崎史敏 |
| 12                        |          | 灼熱的最危險新作             | 火熱的新作                  | 火熱的新劇         | 中瀨理香   | 佐山聖子          | 福多潤 唐戶光博          | 杉藤早百合                                   | 渡邊一 追崎史敏 |
| 13                        |          | 呼風喚雨的最緊張競演         | 暴風雨的競爭                | 演技大比拼         | 吉田玲子   | 佐藤順一          | 平池芳正                 | 金崎貴臣 高津幸央                            | 渡邊一 追崎史敏 |
| 14                        |          | 詭異又最陌生的馬戲團         | 怪異的馬戲團                | 古怪的戲班         | 平見瞠     | 荒川真嗣 佐藤順一 | 和田高明                 | 福島豐明 岸本真司 鈴木雄大                   | 渡邊一 追崎史敏 |
| 15                        |          | 歌伶的最美麗戀情             | 歌姬的愛                    | 歌姬的愛           | 中瀨理香   | 佐藤順一          | 筑紫大介                 | 追崎史敏                                     | 渡邊一 追崎史敏 |
| 16                        |          | 黑色的最負面傳聞             | 不好的謠言                  | 黑色傳聞           | 吉田玲子   | 大下久馬 佐藤順一 | 大下久馬                 |                                              | 渡邊一 追崎史敏 |
| 17                        |          | 燃燒吧！最優秀的米雅         | 燃燒吧！米雅                | 拼勁十足的美亞     | 平見瞠     | 佐藤順一          | 福多潤 唐戶光博          | 金崎貴臣 福島豐明                            | 渡邊一 追崎史敏 |
| 18                        |          | 尤利的最恐怖陷阱             | 尤利的陷阱                  | 尤利的陰謀         | 中瀨理香   | 青山弘 佐藤順一   | 平池芳正                 | 酒井和男 土屋圭                              | 渡邊一 追崎史敏 |
| 19                        |          | 家族的最堅強牽絆             | 家庭的牽絆                  | 家族的情意結       | 吉田玲子   | 佐山聖子          | 佐山聖子                 | 谷口明弘                                     | 渡邊一 追崎史敏 |
| 20                        |          | 從零開始                     | 從零開始                    | 由零開始           | 平見瞠     | 佐藤順一          | 西山明樹彦               | 青野厚司 鈴木雄大 飯島弘也                   | 渡邊一 追崎史敏 |
| 21                        |          | 謎一般的假面之星             | 謎一般的假面之星            | 神秘的蒙面明星     | 中瀨理香   | 筑紫大介 佐藤順一 | 筑紫大介                 | 金崎貴臣 福島豐明                            | 渡邊一 追崎史敏 |
| 22                        |          | 假面之星的體認               | 假面之星的體認              | 面罩下的決心       | 平見瞠     | SATAKE 佐藤順一   | 和田高明                 | 井上哲 青野厚司                              | 渡邊一 追崎史敏 |
| 23                        |          | 夢幻的最驚人絕技             | 夢幻絕技                    | 夢幻一樣的絕技     | 吉田玲子   | 佐藤英一          | 山本裕介                 | 飯島弘也 鈴木雄大                            | 渡邊一 追崎史敏 |
| 24                        |          | 依舊持續的最艱苦特訓         | 持續的特訓                  | 繼續艱苦的特訓     | 吉田玲子   | 佐藤順一          | 福多潤 唐戶光博          | 金崎貴臣 福島豐明                            | 渡邊一 追崎史敏 |
| 25                        |          | 兩人最緊密的牽絆             | 兩個人的牽絆                | 兩個人的情意結     | 中瀨理香   | 坂田純一 佐藤順一 | 玉川達文                 | 小林明美 高津幸央                            | 渡邊一 追崎史敏 |
| 26                        |          | 傷痕累累的最感人復活         | 受傷之後的復活              | 傷痕累累的復活     | 平見瞠     | 佐藤順一          | 福多潤 筑紫大介 唐戶光博 | 渡邊一 追崎史敏                              | 渡邊一 追崎史敏 |
| 第二季：嶄新之翼          |          |                              |                             |                    |            |                   |                          |                                              |                 |
| 27                        |          | 成為巨星的最精選序幕（前篇） | 成為真正之明星 序言（上集） | 通往明星的序幕 ~1~ | 前半總集篇 | 前半總集篇        | 前半總集篇               | 前半總集篇                                   | 前半總集篇      |
| 28                        |          | 成為巨星的最精選序幕（後篇） | 成為真正之明星 序言（下集） | 通往明星的序幕 ~2~ | 前半總集篇 | 前半總集篇        | 前半總集篇               | 前半總集篇                                   | 前半總集篇      |
| 29                        |          | 嶄新的最強勁對手             | 新的競爭對手                | 新來的強勁對手     | 吉田玲子   | 佐藤順一 平池芳正 | 福多潤 唐戶光博          | 福島豐明 金崎貴臣                            | 渡邊一 追崎史敏 |
| 30                        |          | 另一位最意外新人             | 另一位新人                  | 又來一個厲害的新人 | 平見瞠     | 佐藤順一          | 福多潤 唐戶光博          | 鈴木雄大 井上哲                              | 渡邊一 追崎史敏 |
| 31                        |          | 熱情又最難纏的敵手           | 熱情的競爭對手              | 熱辣辣的對手       | 中瀨理香   | 佐藤順一          | 筑紫大介                 | 高津幸央 野崎真一                            | 渡邊一 追崎史敏 |
| 32                        |          | 冰上最緊張的對決             | 冰上的對決                  | 冰上決鬥           | 上代務     | 佐藤順一          | 玉川達文                 | 福島豐明 金崎貴臣                            | 渡邊一 追崎史敏 |
| 33                        |          | 汗水與淚水的最努力羅賽塔     | 充滿汗水和淚水的羅賽塔      | 汗水加淚水的羅列坦 | 吉田玲子   | 和田高明          | 和田高明                 | 和田高明 鈴木雄大                            | 渡邊一 追崎史敏 |
| 34                        |          | 果然是最了不起的蕾拉小姐     | 與蕾拉小姐的再度相見        | 不同凡響的莉娜     | 平見瞠     | SATAKE            | 鎌仲史陽                 | 野崎真一 加藤裕美                            | 渡邊一 追崎史敏 |
| 35                        |          | 瑪莉奧最亮眼的出道           | 瑪莉恩初次登台              | 瑪莉安初踏台板     | 土屋理敬   | 坂田純一          | 福多潤 唐戶光博          | 福島豐明 金崎貴臣 高橋成之                   | 渡邊一 追崎史敏 |
| 36                        |          | 與里昂最不合理的訓練         | 雷歐的魔鬼訓練              | 接受里奧的特訓     | 上代務     | 佐藤英一          | 筑紫大介                 | 福島豐明 鈴木雄大                            | 渡邊一 追崎史敏 |
| 37                        |          | 兩名最可怕的惡魔             | 兩人的惡魔                  | 兩個人的惡魔       | 中瀨理香   | 佐藤順一          | 江島泰男                 | 高津幸央 加藤裕美                            | 渡邊一 追崎史敏 |
| 38                        |          | 天使的最奮力反擊             | 天使的反擊                  | 天使的反擊         | 平見瞠     | 河本昇悟          | 玉川達文                 | 金崎貴臣                                     | 渡邊一 追崎史敏 |
| 39                        |          | 殘酷的最盛大祭典             | 殘酷的祭典                  | 殘酷的慶典         | 吉田玲子   | 佐藤順一          | 福多潤 唐戶光博          | 福島豐明 鈴木雄大                            | 渡邊一 追崎史敏 |
| 40                        |          | 絕望又最失落的歸國           | 絕望的歸國                  | 絕望的回國之行     | 土屋理敬   | 平池芳正 佐藤順一 | 平池芳正                 | 渡邊一                                       | 渡邊一 追崎史敏 |
| 41                        |          | 重新出發的最堅強決心         | 再出發的決心                | 再起步的決心       | 上代務     | 和田高明          | 和田高明                 | 和田高明                                     | 渡邊一 追崎史敏 |
| 42                        |          | 屈辱的最意外共同演出         | 屈辱的同台演出              | 屈辱的合演         | 吉田玲子   | 佐藤順一          | 筑紫大介                 | 鈴木雄大 福島豐明                            | 渡邊一 追崎史敏 |
| 43                        |          | 警察先生的最大膽求婚         | 警察先生的求婚記            | 保利斯的求婚       | 中瀨理香   | 佐藤順一          | 井之川慎太郎             | 福島豐明 野崎真一                            | 渡邊一 追崎史敏 |
| 44                        |          | 笑容的最積極前進             | 充滿笑容的出發              | 帶着笑臉前進       | 平見瞠     | 佐藤順一          | 福多潤 唐戶光博 金崎貴臣 | 加藤裕美 鈴木雄大                            | 渡邊一 追崎史敏 |
| 45                        |          | 里昂最秘密的往事             | 雷歐的過去                  | 里奧的過去         | 土屋理敬   | 河本昇悟          | 江島泰男                 | 福島豐明                                     | 渡邊一 追崎史敏 |
| 46                        |          | 宿命的最激烈決鬥             | 宿命的對決                  | 宿命的決鬥         | 上代務     | SATAKE            | 玉川達文                 | 鈴木雄大                                     | 渡邊一 追崎史敏 |
| 47                        |          | 飛舞降臨的最純真天使         | 從天而降的天使              | 巧遇天使           | 中瀨理香   | 河本昇悟          | 筑紫大介                 | 福島豐明 加藤裕美                            | 渡邊一 追崎史敏 |
| 48                        |          | 受傷且最疲累的天鵝           | 受傷的天鵝                  | 受傷的天鵝         | 平見瞠     | 水瀨              | 唐戶光博 金崎貴臣        | 福島豐明 高津幸央                            | 渡邊一 追崎史敏 |
| 49                        |          | 各自最燦爛的未來             | 每個人的未來                | 每個人的未來       | 土屋理敬   | 河本昇悟          | 福多潤 奧野耕太          | 鈴木雄大 加藤裕美                            | 渡邊一 追崎史敏 |
| 50                        |          | 無法避免的最困難單挑         | 無可避免的廝殺              | 無可避免的決鬥     | 吉田玲子   | 水瀨 佐藤順一     | 平池芳正                 | 福島豐明 高津幸央                            | 渡邊一 追崎史敏 |
| 51                        |          | 前往約定的最精采舞台         | 前往約定的地點              | 到承諾的地方       | 上代務     | 佐藤順一          | 福多潤 筑紫大介 唐戶光博 | 鈴木雄大 加藤裕美 福島豐明 高津幸央 金崎貴臣 | 渡邊一 追崎史敏 |
| OVA：嶄新之翼 EXTRA STAGE |          |                              |                             |                    |            |                   |                          |                                              |                 |
| 52                        |          | 沒有笑容又最哀傷的公主       | 不笑的公主                  | 不笑的公主         | 吉田玲子   | 和田高明          | 和田高明                 | 和田高明                                     | 渡邊一 追崎史敏 |

## OVA
《萬花筒之星 嶄新之翼 EXTRA STAGE》
2004年9月24日網購先行版、2004年10月22日一般販售版發售，由對羅賽塔非常有愛的和田高明操刀，主角當然是羅賽塔，也交代與福爾的前世今生。並參加《月刊Newtype》惡搞企畫「這真的假的？」，在2004年11月號推出為魔法少女羅賽塔的偽情報。
《萬花筒之星 鳳凰傳說 ～蕾拉·漢米頓物語～》
2005年12月22日網購先行版、2006年1月27日一般販售版發售，主角為蕾拉，描寫面對自我的心路歷程。
《萬花筒之星 妙啊！妙！》
2006年9月27日發售，內容為可愛3DCGQ版人物搞笑。

## 幕後花絮
- 從2000年就開始企畫，以「最棒的娛樂」、「真正有趣的東西」為主題。但高層不賞識，只好找志趣相投的人一起做[10]。
- 2001年1月推出萬花筒之星試行影片，主角的名字叫「翼」，人物全為少女漫畫風；主角名稱變遷：翼→夢→空[11]。
- 由製作人池田東陽（以下稱池P）帶著試行影片至法國參展籌資，企畫當時的世界觀並非美國而是日本，也不會有法國的舞台[12]。
- 企畫之初名稱「Kaleido Cinderella」，聲優廣橋涼回想主角甄選時的名字是「夢」，而非「空」[13]。
- 原排定全52話檔期，被伊拉克戰爭特報占用一話，因此第52話以OVA發行，也就是《萬花筒之星 嶄新之翼 EXTRA STAGE》[11]。
- 製作第6話時，寫腳本的平見瞠建議每話標題加上，所以與先前預告標題不一致[14]，例如第1話原是。
- 羅賽塔剛開始是客串角色，但池P跟成員和田高明都迷上了，池P還封和田為「羅賽塔大師」[14]。
- 空的初期設定參考早安少女組的安倍夏美；卡洛斯是渡邊一參考日劇圈套人物設計出來的[15]。
- 當初池P進入業界的契機，是想跟佐藤監督、美少女戰士的五位主角聲優一塊工作，在相關知情聲優穿針引線下遂其所願[16]。
  - 三石琴乃：月野兔→凱西、久川綾：水野亞美→莎拉、富澤美智惠：火野麗→劉（鳳凰傳說）、篠原惠美：木野真琴→空的養母、深見梨加：愛野美奈子→多娜
- 廣橋宛如真人版空，眾人拿她沒轍而封為「總大將」；蕾拉在醫務室包紮右肩的場景，原本佐藤監督的分鏡是上半身全裸，結果遭底下成員修正處理[17]。
- 至製作第28話才決定第二季副標題「嶄新之翼」，當時總集篇播出還用臨時標識應急；池P不喜前後分離的標題如或[18]。
  - 其它候選副標題：、等等。
- 瑪莉恩母親生前留下的筆記，為能貼近實際英文習慣，是找年齡相仿歐美女性寫的[19]。
- 曾考慮讓空在慶典馬戲團大賽使用「黃金火鳳凰」，後來決定採「天使的技巧」，卻因作業疏失導致動畫雜誌的預告相關內容變成「黃金火鳳凰」[20]。
- 第51話為呼應片尾曲，急遽變更標題改成[21]。空常穿的連身短褲，是參考廣末涼子寫真集的衣著[22]。
- 《萬花筒之星 鳳凰傳說 ～蕾拉·漢米頓物語～》：
  - DVD封面構想出自蕾拉回憶剛到外百老匯時被中傷，在舞台上身著韻律服的背影[19]。
  - 原計畫參雜新舊畫面共4卷，最後決定全新作畫為主、只發行1卷[13]；該企畫起因於池P想再看到蕾拉[23]。

## 外部連結
- 原堀製作架設官網網址（日語）
- http://www.style.fm/as/05_column/05_ikeda_bn.shtml （页面存档备份，存于）（日語）
- 萬花筒之星官方網站（東京電視台） （页面存档备份，存于）（日語）
- 萬花筒之星官方網站（堀製作） （页面存档备份，存于）（日語）
- 美國版官方網站（英文）
- 萬花筒之星韓國官網
- 萬花筒之星 台灣官網（繁體中文）
- Dream Mansion 夢想公館 （页面存档备份，存于）（繁體中文）
- （日語）
- 的X（前Twitter）（日語）